# Grewia velutina
Grewia velutina är en malvaväxtart som först beskrevs av Peter Forsskål, och fick sitt nu gällande namn av Jean-Baptiste de Lamarck. Grewia velutina ingår i släktet Grewia och familjen malvaväxter. Inga underarter finns listade i Catalogue of Life.